# USA-66
USA-66 (também conhecido como GPS II-1 II-10 GPS e GPS SVN-23) é um satélite estadunidense de navegação por satélite. Foi lançado pela Força Aérea dos EUA em 26 de novembro de 1990 às 21:39:01 GMT da Estação da Força Aérea de Cabo Canaveral, nos Estados Unidos. Para o seu lançamento, foi-se utilizado um foguete Delta II. Ele foi o primeiro de 19 satélites do Bloco IIA de satélites do GPS e é o mais antigo satélite do programa que ainda está em funcionamento.